# Џозеф Сомер
Максимилијан Јозеф Сомер (енгл. Maximilian Josef Sommer; Грајфсвалд, рођен 26. јуна 1934) америчко-немачки је глумац.